# عبدالرؤوف ابراهیمی
عبدالرؤوف ابراهیمی دستگردی در بیستم حمل/فروردین ۱۳۴۱ خورشیدی در ولسوالی حضرت امام‌صاحب ولایت قندوز افغانستان چشم به دنیا آمد، تحصیلات ابتدائی را در مکتب باسوس ولسوالی حضرت امام تکمیل و دوره ثانوی را در مدرسهٔ دینی تخارستان ولایت کندز در سال ۱۳۵۸ به پایان رسانید، شامل بخش ادبیات دانشگاه کابل گردید؛ ولی اندک زمان بعد، به جهاد مرم افغانستان علیه تجاوز اتحاد جماهیر شوروی پیوست و در جبهات مختلف بخاطر آزادی افغانستان رزمید؛ در پایان جهاد، بعد پیروزی انقلاب اسلامی، در سال ۱۳۷۲ خورشیدی به حیث قوماندان سرحدی شیرخان بندر و بعد به مقام قوماندان فرقهٔ سوم سرحدی شمال مقرر گردید، به دنبال سقوط طالبان در سال ۱۳۸۱ به عنوان قوماندان لوای سرحدی تقرر حاصل نمود و در سال ۱۳۸۱ از جانب مردم ولایت قندوز در لویه جرگه اضطراری به حیث نماینده معرفی شد.
عبدالرؤف ابراهیمی دستگردی در سال ۱۳۸۴ به حیث نماینده مردم ولایت قندوز برای دورهٔ پانزدهم شورای ملی انتخاب گردید و در ولسی جرگه نیز به حیث عضو کمیسیون امنیت داخلی ولسی جرگه برای مدت پنج سال ایفای وظیفه کرد.
در سال ۱۳۸۹ خورشیدی در انتخابات سراسری ولسی جرگه، مجدداً از طرف مردم ولایت قندوز به حیث نماینده به ولسی جرگه برگزیده شد و بتاریخ هشتم حوت سال ۱۳۸۹ از جانب اعضای ولسی جرگه به اتفاق آرا برای یک دور تقنینی به حیث رئیس برگزیده شد. شماری از جوانان کمپینی را علیه رئیس پارلمان براه انداخته‌اند که در آن از رئیس پارلمان خواسته‌اند تا ۵۴ لک (۵٫۴ میلیون) افغانی پول را دوباره بپردازد.
چندی قبل عبدالرؤووف ابراهیمی، رئیس مجلس نمایندگان مبلغ حدود ۵٫۴ میلیون افغانی از بودجه مجلس نمایندگان را هزینه کرایه و خریداری اشیای تجملی و تزئینی برای دفتر و خانه خود کرده بود که پس از افشای مسئله از سوی خبرنگاران، او وعده سپرد تا پول هزینه شده را از جیب خود دوباره به خزانه دولت بسپارد، اما با گذشت چندین ماه ازین قضیه، او هنوز این پول را نپرداخته‌است.
این در حالی بود که همایون همایون، معاون اول مجلس نمایندگان مدعی شد که ابراهیمی و رئیس دبیرخانه شواری ملی چهار میلیون افغانی از بودجه‌ای شورای ملی را در استخدام کارمندان اضافی و برخی کارهای دیگر اختلاس کرده‌است.
همایون همایون گفته بود که دبیرخانه مجلس ۳۷۰ کارمند قرارداری استخدام کرده بود که ۲۰۰ تن از آنان عملاً وجود نداشت و تنها از این مجرا ماهانه ۴ میلیون افغانی حیف میل می‌شد. وی تصریح کرد که پس از ارسال اسناد کارمندان بالمقطع به سارنوالی، ۲۱۷ کارمند خیالی همان‌روز منفک شدند.